# 周山制洋
周山 制洋（すやま のりひろ、1951年1月4日 - ）は、NHKの元アナウンサー。

## 人物
山口県立高森高等学校を経て早稲田大学卒業後、1975年入局。
2006年から広島放送局勤務となり、定年後もシニアスタッフとしてニュース等を担当していたが2021年1月で退職した。

## 過去の担当番組
- イブニングネットワークふくい キャスター
- ひるまえかがわ 編集責任者
- ニュース6いきいき香川 編集責任者
- FMリクエストアワー 北九州局
- とっておき関西ネットワーク デスク
- 広島県・中国地方のニュース（土日の昼のニュース・午後のラジオニュースと気象情報、火曜日の夜 - 水曜日の朝まで夜勤）
- おはよう中国（ラジオ第1・キャスター 水曜日）

## エピソード
松江局勤務時に広島局制作の地域番組「中国路のどこかで」の1981年10月15日放送回「宇品線 汽笛は遠くなりにけり」において、当時貨物専用線として存続していた宇品線を人力のトロッコ列車で旅するという設定でトロッコを動かす「黒子」役として出演しており、42年後の2024年1月にNHK総合放送の「天然素材NHK」で当時の番組が流れた。